# Петровићи Његоши
Петровићи Његоши су српска династија која је владала Црном Гором од краја 17. вијека са мањим прекидима до Првог свјетског рата. Родоначелник династије Радул (након замонашења Петар) поријеклом је са планине Његош, по којим је породица и добила име.
Породица и сама династија су били доста разгранати до доношења Никољданског устава 1905. Осамнаести члан првог дела Устава је ограничио династију на кнеза Николу, кнегињу Милену и њихову децу, па су тиме од познатијих чланова из династије искључени Шако Петровић Његош и Божо Петровић Његош са потомцима. Ова одредба је касније потврђена другим чланом Закона о статусу потомака династије Петровић Његош, који је изгласан у скупштини 2011. године.

## Поријекло
Вјерује се да је Богут(а) најстарији предак династије Петровић Његош. Богут је био жив за вријеме битке код Велбужда и изградње манастира Високи Дечани, а можда и током 40-их година 14. вијека.

## Историја
Према појединим изворима поријекло породице води из Босне, из околине Зенице или Травника, одакле су крајем 14. вијека дошли у село Мужевице испод планине Његош. Према предању у селу су се населили не много након Косовске битке.
По планини Његош су и добили династичко име које је први употребио владика Данило I кад је ишао у Русију. Судећи по једном потпису владике Данила I, гдје се он назива „Војводић српске земље“, може се претпоставити, да је то била једна од старих властелинских српских породица, која је, као и многе друге, због прилика које настадоше у Босни, пошто је Турци заузеше, напустила своје старо сједиште.
Прошла су вероватно три до четири нараштаја, док се у тој породици родио Радул (који је у калуђерству узео име Петар), по којем се и назваше Петровићи.
Унук овога Петра, а отац владике Данила, Шћепан Калуђеровић, био је књаз Његушки, а осим тога често је био у изасланству по народним пословима код патријарха у Пећ и због тога је, као и због своје правичности и одлучности стекао велик глас и поштовање у народу.
Шћепан је, поред друге дјеце, имао сина Николу (доцније владику Данила), који се као младић васпитавао и учио у цетињском манастиру, али пошто Сулејман-паша скадарски разруши овај манастир, 1692. године, Никола се опет поврати кући својих родитеља.
Крај 17. вијека био је, уопште, најкритичнији тренутак у историји Црне Горе. С посљедњем каменом манастира Ивана Црнојевића порушен је и посљедњи основ оне Црне Горе, коју Црнојевићи засновали бјеху. Крајем године 1696. Црногорци се скупе на сабор, да бирају себи господара и владику, те је њихов избор пао на Николу (Данила) Петровића Његоша.
Та породица дала је Црној Гори до данас седам владалаца, пет од ових владалаца били су у исто доба и црквени поглавари - митрополити. Они су бивали владаоци прије, него што су узимали на себе то високо црквено достојанство, у којем је била сједињена власт црквеног и државног поглавара. Тако нпр. владика Данило био је три године од народа изабрани господар, па је тек послије тога времена примио митрополитско достојанство. Између 1830. и 1833. владика Раде називао се: „Божјом милошћу, ја ђакон Петар II Петровић-Његош, Господар Црногорски“, па је тек доцније постао митрополит. Осим тога, они се нису ни облачили, изузевши Светог Петра Цетињског, као црквени поглавари, већ су носили народно руво и оружје. И Свети Петар у доба рата носио је народне хаљине и оружје.
Постоје оспоравања тезе да су Петровићи владали од владике Данила. Црном Гором су владали Радоњићи, што доказује и писмо Петра Првог из 1821. године. Он пише: "Моме Господару… Радоњићу…на Његуше… Ваш…послушни слуга владика Петар." (Из књиге "Неколико крвавих слика из албума Петровић Његошеве династије". стр. 222.) Виала Де Сомијер у своме путопису кроз Црну Гору наводи ривалство Радоњића и Петра Првог, а тек је Његош преузео и световну власт од гувернадурске породице Радоњића (Вуколај Радоњић).
По хронолошком реду они су слиједили овако:
- владика и митрополит Данило I Петровић Његош (1696—1735)
- владика и митрополит Сава Петровић Његош (1735—1781, Шћепан Мали владао Црном Гором од 1767. до 1773)
- владика и митрополит Василије Петровић (1750—1766)
- од 1781. до 1784. прекид владавине династије Петровић-Његош, у време митрополита Арсенија Пламенца
- владика и митрополит Петар I Петровић Његош (Свети Петар Цетињски), (1784—1830)
- владика и митрополит Петар II Петровић Његош (1830—1851)
- књаз Данило Петровић (1851—1860)
- краљ Никола I Петровић Његош (књаз 1860—1910. и краљ 1910—1918)

## Родослов
Родослов династије Петровић Његош:
1. Радул (монах Петар)
  1. Иван
    1. Иван Петровић-Његош
    2. Сава Петровић Његош (око 1700—1781), био коадјутор 1719—1735, владика 1735—1781.

  2. Стефан, оженио Саву (монахиња Ана).
    1. Радул, оженио Владицу
      1. Василије (1709—1766), владика 1750—1766.
      2. Ђуро, оженио Којачу Вуковић.
        1. Иван
        2. Нико, оженио Стану.
        3. Рафаило

    2. Данило Петровић-Његош (око 1670 — 1735), владика 1697—1735.
    3. Петар Петровић Његош
    4. Дамјан Петровић Његош
      1. Иво Петровић Његош, оженио Ику Поповић.
      2. Марко Петровић Његош, оженио Анђелију Мартиновић.
        1. Саво Петровић Његош, оженио Мару Милић.
          1. Ђорђе Петровић Његош, оженио Стану Гопчевић.
          2. Машан Петровић Његош, оженио Јовану Радонић.
          3. Вуко Петровић Његош, оженио Јоку Суботић.
          4. Ивана Петровић Његош, удата за Филипа Радонића.
          5. Стана Петровић Његош, удата за Ива Бојковића.
          6. Ана Петровић Његош, удата за Јакшу Тадића
          7. Јована Петровић Његош, удата за Ђура Дољаницу.
          8. Гордана Петровић Његош, удата за Јока Руцовића.

        2. Томо Петровић Његош, оженио Ивану Пророковић.
          1. Јоко Петровић Његош
          2. Петар II Петровић Његош (1813—1851), владика 1830—1851.
          3. Перо Петровић Његош, прво оженио Горду Врбицу, затим Јовану Ђурашковић, а затим Госпаву Булајић.
          4. Пиљо Петровић Његош
          5. Марија Петровић Његош, удата за Андрију Перовића.
          6. Ћане Петровић Његош, оженио П. Ђурашковић.

        3. Петар I Петровић Његош (1747—1830), владика 1784—1830. Канонизован као Свети Петар Цетињски.
        4. Стијепо Петровић Његош
          1. Димитрије Митар Петровић Његош
          2. Станко Петровић Његош, оженио Крстињу Врбицу.
            1. Стеван Петровић Његош
            2. Мирко Петровић Његош, оженио Анастазију (Стану) Мартиновић.
              1. Никола I Петровић Његош (1841—1921), књаз 1861—1910, краљ 1910—1918. Године 1860. оженио Милену Вукотић (1847—1923).
                1. Зорка Петровић Његош, удата за Петра Карађорђевића.
                2. Милица Петровић Његош, удата за Петра Николајевича Романова.
                3. Анастасија Петровић Његош, прво удата за Георгија Романов-Лајхтенберга, а затим за Николаја Николајевича (Романова).
                4. Марија Петровић Његош
                5. Данило Петровић Његош (принц), оженио Јуту од Мекленбурга
                6. Јелена Петровић Његош, удата за Виктора Емануела Трећег.
                7. Ана од Батенберга (6.8.1874 - 22.4.1971) удата за Франца Јозефа де Батенберга.
                8. Софија Петровић Његош (Цетиње 2 .5.1876 - 14. 6. 1876)
                9. Мирко Петровић Његош, прво се оженио са Наталијом Константиновић
                  1. Станислав Петровић Његош (Цетиње, 30.1.1905. - Котор, 4.1.1908)
                  2. Михаило Петровић Његош, оженио Женевјев Петровић Његош
                    1. Никола Петровић Његош, оженио Франсину Наваро.
                      1. Алтинај Петровић Његош[7]
                      2. Борис Петровић Његош

                  3. Павле Петровић Његош (Подгора, Пљевља, 16.5.1910 - Париз 3.6.1933) умро у 23. години.
                  4. Емануел Петровић Његош (Цетиње 10.6.1912 - Бијариц 25. 3. 1928) умро у петнаестој години.

                10. Ксенија Петровић Његош
                11. Вјера Петровић Његош (Ријека, 22.2.1887 - Антиб, Француска 31.10.1927)
                12. Петар Н. Петровић Његош, оженио Вајолет Вегнер

              2. Горде (Анастазија) Петровић Његош, удата за Сава Пламенца.
              3. Марија Петровић Његош, удата за неког Гопчевића.

            3. Данило Петровић Његош (1826—1861), владика 1851—1852, књаз 1852—1861. Године 1861. оженио Даринку Квекић (1838—1892).
              1. Олга Петровић Његош

            4. Роке Петровић Његош, удата за Пера Калуђеровића.
            5. Јоке Петровић Његош, удата за Ива Радовића.
            6. Маке Петровић Његош, удата за Митра Јовићевића.
            7. Јане Петровић Његош, удата за Риста Бошковића.

          3. Јоко Петровић Његош, оженио Манду Булајић.

        5. Непозната ћерка, удата за неког Пламенца.
        6. Непозната ћерка, удата за Луку Вукићевића.

    5. Лука Петровић Његош, оженио Мару.
    6. Непозната ћерка, удата за Арсенија Пламенца.
    7. Непозната ћерка, удата за Костурину.

## Галерија
- Дворац краља Николе у Цетињу
- Дворска црква на Ћипуру коју је 1890. подигао краљ Никола I Петровић Његош